# Raskatikha
Raskatikha (en rus: Раскатиха) és un poble de l'óblast de Sverdlovsk, a Rússia, segons el cens del 2010 tenia 28 habitants.